# 青木正芳
青木 正芳（あおき まさよし）は、日本の弁護士。弘前事件、松山事件弁護士。仙台弁護士会会長、東北弁護士会連合会会長、日本弁護士連合会副会長。

## 来歴
宮城県大崎市出身
宮城県古川高等学校卒業。東北大学法学部卒業。
1981年仙台弁護士会会長就任。　1982年日本弁護士連合会副会長就任。1985年日本弁護士連合会人権擁護委員会委員長就任。1992年日本弁護士連合会司法問題対策委員会委員長就任。1994年東北弁護士会連合会会長就任。2006年日本弁護士連合会司法改革実施対策会議座長就任。